# Спрінгер (Нью-Мексико)
Спрінгер (англ. Springer) — місто (англ. town) в США, в окрузі Колфакс штату Нью-Мексико. Населення — 931 особа (2020).

## Географія
Спрінгер розташований за координатами 36°21′58″ пн. ш. 104°35′35″ зх. д. / 36.36611° пн. ш. 104.59306° зх. д. (36.366137, -104.593122).  За даними Бюро перепису населення США в 2010 році місто мало площу 3,80 км², уся площа — суходіл.

## Демографія
Згідно з переписом 2010 року, у місті мешкало 1047 осіб у 475 домогосподарствах у складі 284 родин. Густота населення становила 276 осіб/км².  Було 592 помешкання (156/км²).
Расовий склад населення:
| - 77,4 % — білих - 1,0 % — корінних американців - 0,4 % — азіатів - 0,2 % — чорних або афроамериканців - 18,9 % — осіб інших рас |

До двох чи більше рас належало 2,2 %. Частка іспаномовних становила 64,8 % від усіх жителів.
За віковим діапазоном населення розподілялося таким чином: 20,8 % — особи молодші 18 років, 53,5 % — особи у віці 18—64 років, 25,7 % — особи у віці 65 років та старші. Медіана віку мешканця становила 48,7 року. На 100 осіб жіночої статі у місті припадало 95,3 чоловіків;  на 100 жінок у віці від 18 років та старших — 90,1 чоловіків також старших 18 років.
Середній дохід на одне домашнє господарство  становив 42 213 долари США (медіана — 31 250), а середній дохід на одну сім'ю — 47 325 доларів (медіана — 31 215). За межею бідності перебувало 29,8 % осіб, у тому числі 63,0 % дітей у віці до 18 років та 10,8 % осіб у віці 65 років та старших.
Цивільне працевлаштоване населення становило 362 особи. Основні галузі зайнятості: освіта, охорона здоров'я та соціальна допомога — 29,3 %, роздрібна торгівля — 20,2 %, публічна адміністрація — 18,5 %.